# Zia Arabshahi
Zia Arabshahi (en persa: ضیا عربشاهی‎, Irán; 6 de junio de 1958) es un exfutbolista de Irán que jugaba en la posición de centrocampista.

## Carrera

### Club
| Periodo   | Club          |
| --------- | ------------- |
| 1976–1979 | PAS Tehran FC |
| 1979–1990 | Persepolis FC |
| 1990–1993 | Poora FC      |
| 1993–1996 | Shahin FC     |

### Selección nacional
Jugó para Irán de 1982 a 1988 donde anotó 2 goles en 19 partidos, participó en dos ediciones de la copa Asiática y en los Juegos Asiáticos de 1986.

## Logros
- Liga de Fútbol de Irán

1976-77, 1977-78
- Copa Hazfi:

1987-88
- Liga de Fútbol de Teherán: 5

1982–83, 1986–87, 1987–88, 1988–89, 1989–90
- Copa Hazfi de Teherán: 3

1978–79, 1981–82, 1986–87